# Oratorio di San Domenico (Pescia)
L'oratorio di San Domenico è una chiesa di Pescia, in provincia di Pistoia, diocesi di Pescia, dedicata a san Domenico.

## Storia e descrizione
La semplice facciata è caratterizzata da un portale d'ingresso delimitato da due colonne che sostengono un architrave con timpano spezzato, al centro del quale vi è un cartiglio. L'interno è caratterizzato da un'aula sobria preceduta, secondo l'uso monastico, da uno spazio ribassato su cui grava il coro della clausura.
L'altare maggiore barocco è reso fastoso dall'alternarsi dei colori dei vari materiali impiegati (bianco dei capitelli corinzi, rosso delle specchiature in finto marmo, giallo delle colonne in stucco). Custodisce un seicentesco San Filippo Neri in estasi di Carlo Maratta, ai lati del quale sono San Pietro e Santa Caterina da Siena di Benedetto Orsi. Sopra l'altare maggiore, ciborio in legno dorato.